# To, co naprawdę
To, co naprawdę – popowy album, który w 1998 roku wydała Anita Lipnicka. Jest to drugi solowy album Lipnickiej. Płyta uzyskała status złotej.
Anita jest autorką prawie wszystkich tekstów (wyjątkiem jest utwór Aqua Blue, do którego tekst napisał Mark Waterfield) oraz współkompozytorką niektórych utworów.
Podobnie jak pierwsza płyta, drugi album Lipnickiej również powstał w Londynie.
Teledysk do piosenki O niczym był nominowany do Yach Film Festival'98 w kategorii "Najlepsze zdjęcia".

## Spis utworów
1. "Historia jednej miłości" - 4:09
2. "Piosenka słodko-gorzka" - 4:10
3. "Wszystko będzie dobrze" - 4:04
4. "O niczym" - 4:51
5. "Zimy czas" - 3:35
6. "To co naprawdę" - 4:43
7. "Dwie" - 4:06
8. "Gin z tonikiem" - 3:15
9. "Teraz" - 4:21
10. "Historia jednej miłości (wersja nocna)" - 4:17
11. "Aqua Blue" - 3:48
12. "Daleko od domu" - 10:05

## Twórcy
- Anita Lipnicka - śpiew
- Tony Beard - perkusja
- Hugh Burns - gitara
- Martin Ditcham - instrumenty perkusyjne
- Nico Ramsden - gitara basowa